# Irta
Dans la mythologie égyptienne, Irta (celui qui fait la Terre) est le dieu qui créa les huit divinités de l'Ogdoade d'Hermopolis adaptée à la cosmogonie thébaine.
Dans cette cosmogonie, Irta est lui-même engendré par Kematef, le serpent primordial.